# Galato de etilo
Galato de etilo con fórmula química C9H10O5, es un aditivo alimentario con número E313. Es el acetato de éster del ácido gálico. Se utiliza como antioxidante y aromatizante.
Aunque se encuentra naturalmente en una variedad de fuentes vegetales incluyendo las nueces Terminalia myriocarpa o (Terminalia chebula).
El galato de etilo se produce a partir de ácido gálico y etanol. Se puede encontrar en el vino.